# 石川県道208号野田上野町線
石川県道208号野田上野町線（いしかわけんどう208ごう のだうえのまちせん）は、石川県金沢市野田町と石引町を結んでいた、かつての一般県道（石川県道）。2009年（平成21年）3月31日付で、廃止。
以下、廃止時点の内容を記す。

## 概要
金沢市野田町から自衛隊基地横を下り大桑町へ入る。犀川に架かる大桑橋を渡ると道幅が狭くなる。その後、花里町、三口新町を経由し、小立野台地の石引へ至る。
三口新町交差点と小立野3丁目の区間は、小立野台地へのぼる方への一方通行となっている。

### 路線データ
- 起点：石川県金沢市野田町（＝野田町交差点・石川県道144号別所野町線交点）
- 終点：石川県金沢市石引2丁目

## 歴史
- 1960年（昭和35年）10月15日認定。当時、「石引2丁目」の終点付近は「上野町」と呼ばれていた。
- 2009年（平成21年）3月31日 廃止。

## 地理

### 交差する道路
- 石川県道144号別所野町線（金沢市野田町・野田町交差点：起点）

### 周辺施設
- 野田山墓地
- 陸上自衛隊金沢駐屯地